# Бунге, Георг-Фридрих
Георг-Фридрих Бунге (нем. Georg Friedrich Bunge; 1722, Шталлупёнен, Пруссия — 19 (30) августа 1792, Киев, Российская империя) — аптекарь, основатель немецкой евангелическо-лютеранской общины в Киеве.

## Биография
Георг-Фридрих Бунге родился в 1722 году  в городе Шталлупёнен в королевстве Пруссия (ныне — Нестеров, Калининградская обл., РФ). В 1740—47 гг. проходил обучение аптекарскому делу в Тильзите (ныне — Советск, Калининградская обл., РФ). Потом Бунге поселился в Киеве и занялся управлением первой и единственной на тот момент в городе частной аптекой, которая после смерти основателя И. Гейтера досталась его вдове Анне Гейтер (во втором браке Анна Гюннигер). В 1751 году Георг-Фридрих женился на дочке Анны от первого брака — Екатерине Гейтер. Анна Гейтер умерла в 1779 году. 25 ноября 1779 года Георг-Фридрих получил право на аптеку по персональному указу Екатерины ІІ. Тогда же Бунге принял подданство Российской империи, а в 1784 году он вместе с детьми был внесен в дворянскую родословную книгу Киевской губернии с формулировкой:«За хорошее и совершенное содержание в течение долгого времени на общую пользу аптеки предоставлен ему чин аптекаря и свидетельства от генералитета и других почётных дворян в том, что он, Бунге, после выезда из Прусского Королевства вёл жизнь и состояние соответственно благородному человеку».

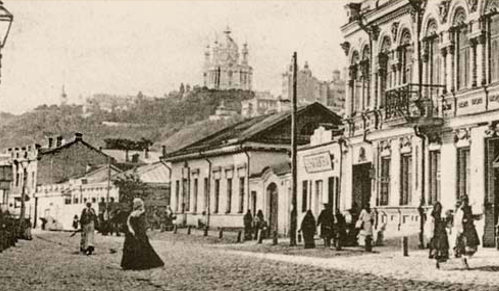
Дом аптеки Бунге (в центре).

Будучи единственной частной аптекой в Киеве, она приносила ему большую прибыль (государственная аптека при госпитале была предназначена исключительно для военных). Современниками Бунге описывался как человек добрый и зажиточный. Однако к 1785 году у Георга-Фридриха Бунге возник конфликт с киевским городничим Дмитрием Кирилловичем Кругловым, который требовал от Бунге изменить образ жизни. Для разрешения конфликта пришлось обращаться к Екатерине II. 17 апреля 1785 года правление Киевского наместничества издало именем Екатерины ІІ указ подтвердивший права семьи Бунге заниматься аптекарством.
Благодаря Бунге в Киеве была основана немецкая евангелическо-лютеранская община. В 1767 году Георг-Фридрих пригласил из Саксонии воспитателя для своих семерых детей — 23-х летнего доктора светской мудрости и магистра вольных искусств Кристофора Леберехта Граля. Через некоторое время одна из дочерей Георга-Фридриха вышла замуж за своего воспитателя. Он не имел теологического образования, но с самого начала занялся выполнением духовных заданий не только в семье Бунге, но и среди местных горожан. В августе 1767-го в одной из комнат аптеки состоялись первые богослужения. Спустя время Граль нанял на Подоле более просторное помещение. Община становилась больше, и 12 ноября 1794 года состоялось освящение первого собственного молитвенного дома — церкви Святой Екатерины на Подоле, устроенной пастором Гралем. Церковь сгорела во время подольского пожара 1811 года. А в 1850-х годах была сооружена кирха на Лютеранской улице, которая и находится там по сей день.
Георг-Фридрих Бунге умер в Киеве 19 (30) августа 1792 года.

## Семья
У Георга-Фридриха Бунге было 4 дочери и 8 сыновей:
- Иван-Фридрих Георгиевич (Фридрих Иоганн; 1760 — 1822 или 01.08.1830) — аптекарь, член-корреспондент Императорской академии наук (1804);
- Георг Георгиевич (1761—1815) — аптекарь, провизор Санкт-Петербургской аптеки; дворянин;
- Андрей Георгиевич (1766—1814) — аптекарь, основал в Киеве на Куренёвке ботанический сад и огород; коллежский асессор и кавалер (1799); глава церковного совета (1810); дворянин
- Готлиб Георгиевич (1769—1769)
- Христиан Георгиевич (1-й) (1770—1776)
- Яков Георгиевич (1772—1812) — поручик, длительное время жил в Крыму;
- Христиан Георгиевич (2-й) (1776—1857) — один из первых известных педиатров Киева;
- Христофор Георгиевич (1781—1861) — русский медик, заслуженный профессор Московского университета.